# 樗里子
樗里子（？—前300年），嬴姓，名疾，又稱「樗里疾」，秦國公族、大臣，秦孝公之子，惠文王弟，母親為韓國人，乃戰國時代著名軍事家及政治家，曾輔佐秦惠王、秦武王、秦昭王等秦國君主。擅長外交、軍事。秦武王驅逐張儀、魏章後，任命戰功卓著的叔父樗里子為右丞相，精通韜略的甘茂為左丞相，二人相得益彰，並且進行一連串戰爭，擴張秦國版圖，為日後秦始皇打敗六國诸侯，統一中國打下穩固根基。秦昭王元年，樗里子仍任為丞相。
樗里子名叫疾。因居樗里（或作褚里，今陝西渭南一帶），故被稱為樗里疾或褚里疾（《史記》作樗里子）。其後他任庶長（大良造的幕僚輔官），被稱為庶長疾。後來他被封於蜀郡嚴縣（今四川省滎經縣），號稱嚴君，人稱嚴君疾。後人以采邑為姓，故此也被視為嚴姓其中一個根源。
司馬遷《史記》太史公自序说：「秦所以东攘雄诸侯，樗里、甘茂之策。」《樗里子甘茂列传第十一》。樗里子因足智多謀，綽號“智囊”，又傳說能預言風水，被後世堪輿家尊之為「樗里先師」。

## 軍事成就
前318年（秦惠王七年《史记·秦本纪》），韓、趙、魏（三晉），聯合伐秦，樗里子率師大破三晉聯軍於修魚，斬首敵軍八萬餘人，樗里子追擊聯軍至觀澤，擒韓將鯁申差（一作鯪申差）。震動關東六國諸侯，樗里子因而受封為右更。
前314年，樗里子攻打魏國曲沃（今山西省臨汾盆地南端）和焦邑兩地，並攻陷焦。樗里子將曲沃的百姓驅逐回魏國，把曲沃併入秦國版圖。接著把矛頭指向韓軍，並敗韓於岸門，又斬敵首八萬。
前313年，樗里子親任元帥攻打趙國，俘趙將趙莊，奪取趙地藺邑。
次年又支援魏章攻打楚國，並以計謀離間楚國諸將使其不能配合，遂大破楚軍于丹陽，俘虜屈丐及裨將逢候丑等七十餘將領，斬首八萬人。
其後，秦又派兵攻取楚地漢中600餘里之地，置漢中郡。楚懷王熊槐不甘失敗，傾全國之師反攻秦。樗里子率秦軍大破楚軍於藍田。
楚國接連在丹阳、蓝田之战兵敗後，韓國、魏國乘機落井下石，攻占楚地鄧。楚懷王熊槐被迫撤軍求和，並割讓兩城于秦，是役樗里子以戰功卓著，封君于嚴縣，號為嚴君。
前311年秦惠王卒，太子蕩立，是为秦武王。武王逐張儀、魏章，起用樗里子、甘茂為左右丞相，樗里子、甘茂、司馬錯等通過一系列擴張戰爭使秦國國勢日盛，版圖日廣，打下日後統一全國的基礎。
樗里子曾率戰車萬乘入周朝，周天子非常恭敬地親率武士迎接。楚王看到周天子對樗里子非常恭敬，十分憤怒並具責問周天子，游腾替周天子向楚王解釋，並指出周天子實際上是把秦和樗里子看作欺詐難憑的人物在防範才會這樣。使楚王高興而不加追究。
前307年秦武王死，秦昭襄王即位，樗里子為相，甘茂則到魏國。
前306年，樗里子率兵攻打衛國蒲城。蒲城衛軍心中恐懼，懇請胡衍出面向樗里子講和。胡衍以攻蒲弊多利少來說服樗里子，指出衛國之所以為衛國，全在有蒲城這一屏障。若秦攻取蒲城，衛國定必歸附梁國（魏國），這無疑為國勢日衰的梁國注入了一支強心針，梁的轉強定必為秦國帶來隱患。益梁而損秦，定會召來秦王的不滿。樗里子衡量利害，採納了胡衍的意見，撤走包圍蒲城的大軍而去。蒲城解围后，樗里疾包围皮氏城，但被魏将翟章阻击，大败，落荒而逃。

## 秦人智囊
在戰國時代，「智囊」曾專用以來形容樗里子的機智。智囊一詞最早出自《史記》：「樗里子滑稽多智，秦人號曰智囊。」，後人便用智囊來比喻機智的人。秦國諺語說：「力氣的表率是任鄙，智謀的表率是樗里。」

## 堪輿名家
歷史記載，樗里子除了智慧過人，還有預知未來的能力。晚年的時候，樗里子自擇墓地，說「後百歲，是當有天子之宮來夾我墓 」。果然在他卒後百歲，劉邦建立漢朝，於渭南建宮殿，其中長樂宮在其墓之東，未央宮在其西，印證了樗里子的預言不假。於是後世的堪輿家皆奉樗里子為相地術正宗，尊之為神。
在《古今圖書集成》堪輿部名流列傳卻將他列入風水學者。這是由於他曾經根據某地的「地理特色」，而準確的預測出，當事者未來的時空變化，因而名噪一時，並且為堪輿學界所推崇。

## 相關文學
- 唐代詩人鄭谷曾賦詩紀念樗里子。其【中台五題·樗里子墓】詩曰 : 「賢人骨已銷，墓樹幾榮凋。正直魂如在，齋心願一招。」，既表達了對偉人的思念，也記託自己身處晚唐政局腐敗時代，未能像樗里子般一展抱負的概歎！

- 南宋劉克莊《雜咏一百首·樗里子》一詩曰 :「石馬殘陵下，金凫出藏中。誰云樗里智，卜墓近秦宫。」

## 延伸阅读
[在维基数据编辑]
 《史記/卷071》，出自司馬遷《史記》